# والت كرادوك
والت كرادوك (بالإنجليزية: Walt Craddock) هو لاعب كرة قاعدة أمريكي، ولد في 25 مارس 1932 في باكس في الولايات المتحدة، وتوفي في 6 يوليو 1980 في بارما هايتس في الولايات المتحدة.

## وصلات خارجية
- والت كرادوك على موقعبيزبول رفرنس.كوم (الدوري الرئيسي) (الإنجليزية)
- والت كرادوك على موقعبيزبول رفرنس.كوم (الدوري الثانوي) (الإنجليزية)